# J.P. Nordby
Jeppe Poulsen Nordby (født 25. september 1850 i Stødov på Helgenæs ved Knebel, død 29. marts 1942 på gården Lysløkken smst) var en dansk gårdmand og politiker.
Nordby var søn af møller Poul Jeppesen og hustru Ane Johanne Christensdatter. Sin første undervisning modtog han i almueskolen, men allerede 15 år gammel var han i året 1865-66 elev på Gedved Højskole og senere i 1870-71 på Landboskolen i Lyngby, hvor la Cour var forstander. 1885 overtog han gården Fejrupgård med 7 Tdr hartkorn i Helgenæs Sogn, hvor han altid havde haft ophold. Han var formand i Helgenæs Sogneråd 1877-83 og fra 1895-1904 og Landstingsmand fra 1901 til 1920. Han repræsenterede 9. kreds fra 25. september 1901 til 20. april 1918, hvor han blev landstingsvalgt. Han forblev medlem af Landstinget frem til 5. juli 1920. Han var medlem af Rigsretten og af Ædruelighedskommissionen. I 1901 blev han medlem af Tuberkulosekommissionen.
Han var en beskeden mand, der fandt det usmageligt at tale om sig selv, men sine meninger dølgede han ikke, og han var beredt til at sætte alt ind på sin personlige overbevisning. Han var en ensom mand: Den eneste gårdmand i Tinget, der tilhørte partiet Højre. Han sluttede sig til partiet, fordi han syntes, at de krav Venstre opstillede i 1872 var uberettigede. Han modnedes i denne overbevisning, og den modstand, han mødte i sin kreds, underbyggede hans anskuelse med den bestemte følelse af at lide for sin sag, der øger en udpræget personligheds fastholdelse ved en overbevisning. Hans alvorlige karakter gjorde ham følsom overfor spot og onde ord; han kunne ikke se, at meget af ordenes ondskab var kampmidler. De vrede molboer sårede ham og han blev eneboeren på sin egn, for hvem sympatierne med dem, der havde styrelsen, ikke betød vejen til magt og ros.
Desuden var han en alvorlig kristen. En indremissionsk præst kaldte ham højkirkelig med sympati for Indre Mission, men selv anså han det personlige aspekt i trossager for det ene afgørende, og ihvorvel han i meget påskønnede Indre Missions arbejde, var det ham usmageligt at fæste navnets etikette på sin religiøse opfattelse. Ret naturligt blev pligten hans grundsynspunkt, og for den trådte retten mere i baggrunden.
Han stillede op i 1890 i Ebeltoft mod L.C. Larsen Haldum, der opnåede valg. I 1892 stillede han sig for anden gang, og det år valgtes Wistoft, efter at Riegels havde trukket sig tilbage. Socialdemokraten Peter Sabroe, der debuterede, opnåede omtrent samme stemmetal som Nordby. Endelig stillede han sig i 1898 mod Neergaard, der efter at have repræsenteret Hørningkredsen siden 1892 stillede sig i denne kreds. I januar 1901 døde kammerjunker Carl Neergaard, der ved J.B.S. Estrups udtræden havde fået sæde i Landstinget, og ved suppleringsvalget den 25. september lod Nordby sig opstille og valgtes.
Han måtte naturligvis føle sig fremmed for meget i Tinget den eneste gårdmand i partiet og tilmed nu medlem af et svagt parti med en kneben majoritet i opposition mod Venstres stærke regering Allerede den første sag, hvortil han skulle tage standpunkt, bragte ham i modsætning til partiet. Han hørte til dem, der erkendte, at Højre havde en vis forpligtelse til at gennemføre salget af De vestindiske Øer, dog syntes han den sønderjyske tradition krævede forudgaaende almindelig afstemning. Dette blev hans standpunkt, og han var beredt til at falde på det, men syntes ikke hans beskedne stilling på lagde ham at være mægler mellem de divergerende opfattelser så meget mere som den truende Landstingsopløsning virkede pirrende på ham. Han undlod derfor at stemme, men da sagen i efteråret 1902 kom frem under en anden form, anså han det for i god overensstemmelse med sit tidligere standpunkt at stemme mod salget, hvis betingelser han var imod. Hans kirkelige opfattelse prægede hans optræden under kirkelovene såvel som hans ordførerskab ved ægteskabslovens behandling, ligesom han var den eneste der stemte mod Lotteriloven, som han ikke billigede.
Han var gift m. Nielsine, f. Jensen, f. 26. april 1855 i Rudkøbing.